# Глутаральдегід
Глутаровий альдегід, що продається під торговими марками Cidex і Glutaral серед інших, є дезінфікуючим засобом, ліками, консервантом і фіксатором. Як дезінфікуючий засіб його використовують для стерилізації хірургічних інструментів та приміщень лікарень. Як лікарський засіб використовується для лікування бородавок на стопах. Глутаральдегід застосовують у вигляді рідини.
Побічні ефекти включають подразнення шкіри. При впливі великих кількостей можуть виникнути нудота, головний біль і задишка. При використанні, особливо у високих концентраціях, рекомендується використовувати засоби захисту. Глутаральдегід ефективний проти ряду мікроорганізмів, включаючи ті, що утворють спори. Глутаровий альдегід є діальдегідом.
Глутаральдегід увійшов у медичне застосування в 1960-х роках. Він входить до списку основних лікарських засобів Всесвітньої організації охорони здоров'я. Існує ряд інших комерційних способів його використання, зокрема дублення шкіри.

## Використання

### Дезінфекція
Глутаровий альдегід використовується як дезінфікуючий і лікарський засіб.
Зазвичай застосовується у вигляді розчину для стерилізації хірургічних інструментів та приміщень.

### Закріплювач
Глутаровий альдегід використовується в біохімії як амін-реактивний гомобіфункціональний зшивач і фіксатор перед SDS-PAGE, фарбуванням або електронною мікроскопією. Він швидко вбиває клітини, зшиваючи їх білки. Зазвичай він використовується окремо або в суміші з формальдегідом  як перший із двох процесів фіксації для стабілізації зразків, таких як бактерії, рослинний матеріал і клітини людини.. Фіксація зазвичай супроводжується зневодненням тканини в етанолі або ацетоні з подальшим заливанням в епоксидну або акрилову смолу. 
Іншим застосуванням для обробки білків глутаровим альдегідом є інактивація бактеріальних токсинів для отримання анатоксинів, наприклад, кашлюкового (коклюшного) анатоксину у вакцині Boostrix Tdap, виробленої GlaxoSmithKline.
У схожому застосуванні глутаровий альдегід іноді використовується для дублення шкіри та бальзамування. 

### Лікування бородавок
Як лікарський засіб використовується для лікування підошовних бородавок. 
Для цього використовують 10% мас./об. розчин. Він підсушує шкіру, полегшуючи фізичне видалення бородавки.

### Акваріумістика
2.5% розчин глутарового альдегіду використовується в акваріумістиці як альгіцид. Він ефективний проти таких водоростей як Чорна борода, В'єтнамка, Ксенококус, Спірогіра та інших.
Приємним бонусом являється те, що продукти розпаду глутарового альдегіду являються чудовим джерелом вуглецю для акваріумних рослин, що сприяє їх росту.

## Безпека
Побічні ефекти включають подразнення шкіри. При впливі великих кількостей можуть виникнути нудота, головний біль і задишка. При використанні, особливо у високих концентраціях, рекомендується використовувати засоби захисту.
Як сильний стерилізатор, глутаральдегід є токсичним і сильним подразником.  Переконливих доказів канцерогенної активності немає.

## Виробництво та реакції

Синтез глутарового альдегіду за допомогою реакції Дільса-Альдера.

Глутаровий альдегід отримують промисловим шляхом окисленням циклопентену. Як альтернативу його можна отримати за допомогою реакції Дільса-Альдера акролеїну та вінілових ефірів з наступним гідролізом.
Як і багато інших діальдегідів (наприклад, гліоксаль) і простих альдегідів (наприклад, формальдегід), глутаровий альдегід перетворюється у водному розчині на різні гідрати, які, у свою чергу, перетворюються на інші врівноважуючі речовини. 